# Economía de Estonia
La economía de Estonia tiene una economía de mercado moderna y uno de los más elevados niveles de renta per cápita de la región del Mar Báltico. El actual gobierno ha seguido políticas presupuestarias consistentes que han garantizado presupuestos equilibrados y deuda pública reducida. La economía se beneficia de la fuerza de los sectores de electrónica y telecomunicaciones y de los fuertes lazos comerciales con Finlandia, Suecia, Rusia y Alemania.
La prioridad del gobierno es mantener las altas tasas de crecimiento anuales, que se mantuvieron en media en los 8% entre 2003 y 2007. El país atravesó una recesión en 2008 en parte como resultado de la retracción en la economía mundial debido a la crisis en el mercado inmobiliario estadounidense. El PIB se contrajo 14,3% en 2009, pero actualmente el país tiene una de las  tasas de crecimiento más altas de Europa, en gran medida gracias al aumento de las exportaciones y de la inversión extranjera, sobre todo después de la adopción por el país del euro, el 1 de enero de 2011.

## Historia
Independiente de la Unión Soviética desde 1990, los primeros movimientos de reforma económica para la transición fueron lógicamente la desvinculación monetaria del rublo ruso. En junio de 1992, la divisa nacional de Estonia fue puesta en uso y se convirtió en la moneda nacional. La estabilidad monetaria era una fase crucial y previa para crear las condiciones adecuadas para la reforma de la economía en todas sus áreas. La mayoría de los precios fueron liberalizados antes de 1992 y actualmente el gobierno sólo mantiene el control sobre el precio de la energía, de los alquileres y algunos servicios.
Para reestructurar el sector financiero, se estableció un marco jurídico apropiado y las entidades bancarias fueron sacadas a concurso público. El éxito de Estonia en la atracción de la inversión extranjera ha sido la punta de lanza que ha sostenido esta economía báltica durante la transición. 
Estonia adoptó el euro el 1 de enero de 2011.

### Evolución del P.I.B.
Como resultado de la transición del modelo socialista a uno de mercado, el producto interior bruto de Estonia (PIB) tuvo un crecimiento negativo intenso durante el periodo 1991-1994. 
En el periodo 1995-1997 la economía creció moderadamente debido a un ligero fortalecimiento de las inversiones públicas, que impulsó el empleo y el crecimiento.
En 1998 se produjo el segundo gran declive de la economía rusa que arrastró también a Estonia, haciendo que las inversiones directas extranjeras comenzaran a descender, al verse sin el principal pilar de crecimiento de su economía, el PIB de Estonia descendió un 0.6% en 1999.
Con la estabilización y la vuelta al crecimiento de Rusia en el año 2000, la economía de Estonia disparó su crecimiento hasta el 7.1%. 
A partir de ese momento la estructura de crecimiento económico de Estonia comenzó a orientarse hacia una economía más industrial. El crecimiento ya no está vinculado de forma exclusiva a las inversiones extranjeras, así lo demuestran los aumentos de la producción industrial del 33% y del 18% en 2004 y 2005 respectivamente, además de los incrementos en el sector de servicios, superiores al 8% en ambos casos. Las ayudas de los fondos comunitarios de la UE representaron un 19% del crecimiento de 2005 y se espera que representen un 18.4% en 2006. El crecimiento económico de Estonia es robusto y floreciente y así se demuestra con la progresión desde el 5% de 2001 hasta el 8.6% que se espera para 2006.
El déficit por cuenta corriente de Estonia presenta un balance fuera de peligro, que ha ido reduciéndose paulatinamente desde el 6.1% en 2001 al 2.8% con el que se espera cerrar 2006, en parte gracias a las inversiones extranjeras, al espectacular aumento de la recaudación presupuestaria y a la contención del gasto público.

## Comercio exterior

### Principales exportaciones
Las principales exportaciones de Estonia son maquinaria, equipos electrónicos, madera y textiles. El turismo y el tránsito de viajeros también hacen contribuciones importantes a la economía, que crece a un ritmo del 11% anual y ya representa un 7% del PIB. Finlandia y Suecia están entre los socios más importantes de Estonia en comercio, inversión y turismo. 
Estonia continúa siendo lo que describe el FMI como "ejecutante excepcional entre las economías de la transición", vigilada por una comisión bilateral que vela por el crecimiento estable y fuerte, los pagos internacionales, la estabilidad monetaria y la transparencia económica. 
El sistema bursátil de Estonia se gestiona a través de OMHEX, el gigante báltico que controla las bolsas de Tallin y Helsinki, que además llevan conjuntamente la seguridad informática desde mayo de 2001
A pesar de la mejora, a Estonia le queda todavía un largo camino para pasar a formar parte del club de los países altamente desarrollados de Europa, sin embargo, el camino que utiliza es el adecuado; las prioridades principales de Estonia actualmente son reducir su tasa de paro, incrementar la productividad y hacer de su país un gran polo de atracción tanto en inversiones del sector financiero como en sectores tecnológicamente punta.

### Importaciones
Se presentan a continuación las mercancías de mayor peso en las importaciones de Estonia para el período 2010-hasta junio de 2015. Las cifras están expresadas en dólares estadounidenses valor FOB.

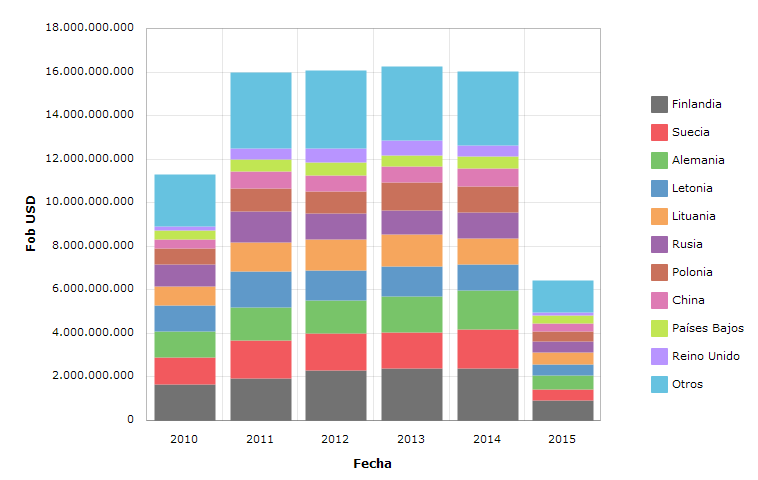
Importaciones de Estonia del periodo 2010-hasta junio de 2015 expresadas en USD valor FOB. [http://trade.nosis.com/es/Comex/Importacion-Exportacion/Estonia/Todas-las-posiciones-arancelarias/EE/00 Fuente

| Fecha Mercadería por capítulo arancelario                                                                           | 2010           | 2011           | 2012           | 2013           | 2014           | enero-junio de 2015 |
| --- | -------------- | -------------- | -------------- | -------------- | -------------- | ------------------- |
| 85 - máquinas, aparatos y material eléctrico, y sus partes                                                          | 1.803.919.179  | 2.980.840.880  | 3.032.003.495  | 2.992.140.667  | 3.187.622.207  | 1.247.316.709       |
| 27 - combustibles minerales, aceites minerales y productos de su destilación; materias bituminosas; ceras minerales | 2.108.953.449  | 3.039.044.620  | 2.660.312.517  | 2.110.780.929  | 2.082.740.644  | 748.409.616         |
| 84 - calderas, máquinas, aparatos y artefactos mecánicos; partes de estas máquinas o aparatos                       | 805.168.393    | 1.342.771.140  | 1.574.822.786  | 1.584.817.697  | 1.389.350.583  | 599.819.882         |
| 87 - vehículos automóviles, tractores, velocípedos y demás vehículos terrestres, sus partes y accesorios            | 664.296.412    | 1.082.522.177  | 1.125.073.311  | 1.273.463.439  | 1.291.531.281  | 537.008.819         |
| 39 - plásticos y sus manufacturas                                                                                   | 501.102.628    | 600.996.558    | 594.552.852    | 634.537.467    | 655.949.594    | 272.072.629         |
| 72 - hierro y acero de fundición                                                                                    | 405.615.200    | 619.697.376    | 478.413.609    | 424.287.094    | 434.289.425    | 177.838.648         |
| 44 - madera, carbón vegetal y manufacturas de madera                                                                | 302.940.619    | 370.369.316    | 375.610.585    | 434.016.390    | 469.965.757    | 197.954.944         |
| 30 - productos farmacéuticos                                                                                        | 313.967.583    | 360.596.559    | 370.980.701    | 395.121.576    | 421.640.004    | 192.183.671         |
| 22 - bebidas, líquidos alcohólicos y vinagre                                                                        | 277.524.382    | 361.393.961    | 385.324.260    | 414.775.509    | 408.198.860    | 121.019.586         |
| 73 - manufacturas de fundición, hierro o acero                                                                      | 279.294.949    | 385.677.930    | 364.325.662    | 365.254.611    | 375.869.505    | 147.340.659         |
| Demás capítulos | 3.842.776.206  | 4.816.182.163  | 5.130.220.162  | 5.637.075.331  | 5.309.503.531  | 2.173.167.823       |
| Total | 11.305.559.000 | 15.960.092.682 | 16.091.639.939 | 16.266.270.711 | 16.026.661.391 | 6.414.132.987       |

### Exportaciones
Se presentan a continuación los principales socios comerciales de Estonia para el periodo 2010-hasta junio de 2015. La mayoría de sus importadores están en Europa salvo Estados Unidos y Rusia. Las cifras expresadas son en dólares estadounidenses valor FOB.

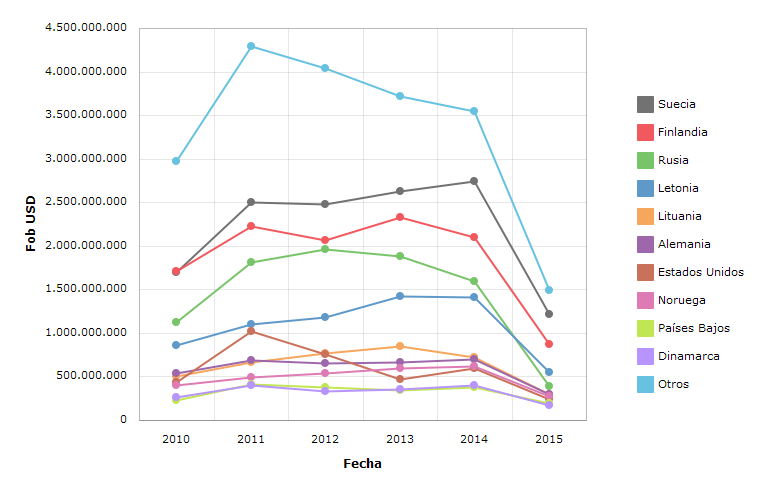
Exportaciones de Estonia del periodo 2010-hasta junio de 2015 expresadas en USD valor FOB. [http://trade.nosis.com/es/Comex/Importacion-Exportacion/Estonia/Todas-las-posiciones-arancelarias/EE/00 Fuente

| Fecha País importador | 2010           | 2011           | 2012           | 2013           | 2014           | enero-junio de 2015 |
| --------------------- | -------------- | -------------- | -------------- | -------------- | -------------- | ------------------- |
| Suecia                | 1.700.301.230  | 2.499.510.939  | 2.484.236.677  | 2.624.027.770  | 2.738.703.432  | 1.218.723.374       |
| Finlandia             | 1.708.956.818  | 2.228.657.365  | 2.069.642.703  | 2.324.633.811  | 2.104.541.889  | 867.232.274         |
| Rusia                 | 1.125.213.394  | 1.811.250.143  | 1.958.475.637  | 1.888.152.966  | 1.597.495.185  | 394.878.958         |
| Letonia               | 863.673.157    | 1.107.117.819  | 1.184.009.216  | 1.421.921.493  | 1.417.452.513  | 554.840.414         |
| Lituania              | 500.955.235    | 661.913.891    | 765.437.900    | 849.832.234    | 726.314.617    | 297.637.246         |
| Alemania              | 543.378.326    | 689.618.656    | 652.061.651    | 664.600.808    | 699.488.536    | 304.052.849         |
| Estados Unidos        | 437.149.507    | 1.024.560.876  | 754.360.792    | 476.031.123    | 601.450.564    | 245.160.166         |
| Noruega               | 397.615.416    | 496.726.417    | 542.635.069    | 595.871.928    | 623.502.713    | 271.517.005         |
| Países Bajos          | 232.097.215    | 411.592.960    | 374.861.048    | 349.671.839    | 383.702.635    | 199.991.684         |
| Dinamarca             | 269.134.896    | 397.519.803    | 337.207.210    | 354.476.305    | 397.208.089    | 175.257.311         |
| Resto del mundo       | 2.975.373.141  | 4.297.239.967  | 4.044.242.408  | 3.714.831.302  | 3.552.471.590  | 1.492.560.040       |
| Total                 | 10.753.848.335 | 15.625.708.837 | 15.167.170.311 | 15.264.051.577 | 14.842.331.763 | 6.021.851.322       |

## Principales datos macroeconómicos
- PIB - Producto Interior Bruto (2004): 7.220 millones de Euros.
- PIB - Per cápita: 5.154 Euros.
- Inflación media anual: 1.5%.
- Deuda externa aprox.: 3.111 millones de Euros.
- Importaciones: 5.465 millones de Euros.
- Exportaciones: 4.060 millones de Euros.

### Estructura delPIBen 2002
Distribución por sectores económicos del PIB total:
Agricultura, Silvicultura y Pesca: 6%.
Industria: 29%.
Industrias manufactureras y minería: 16%.
Servicios y construcción: 65%.
- Tasa de desempleo: 10%.
- Principales países clientes: Finlandia, Suecia y Alemania.
- Principales países proveedores: Finlandia, Alemania y Suecia.